# أوبراين سميث
أوبراين سميث (بالإنجليزية: O'Brien Smith)‏ هو سياسي أمريكي، ولد في 1756 في جمهورية أيرلندا، وتوفي في 27 أبريل 1811. حزبياً، نشط في الحزب الجمهوري الديمقراطي. وقد انتخب عضو مجلس نواب كارولاينا الجنوبية وانتخب عضو مجلس ولاية كارولاينا الجنوبية وانتخب عضو مجلس النواب الأمريكي.